# T-Pablow
T-Pablow（ティーパブロ、本名：岩瀬 達哉（いわせ たつや）、1995年11月3日 - ）は、神奈川県出身のラッパーでBAD HOP、2WINのメンバー。大文字でT-PABLOWと表記されることもある。BAD HOP、2WINのメンバーであるYZERRは双子の弟である。

## 来歴
2012年 - ラップを始める。ラップを始めて3〜4か月ほどでK-九（ケーナイン）名義で出場したBSスカパー!のバラエティ番組、『BAZOOKA!!!』の企画である「BAZOOKA!!! 高校生RAP選手権」の第1回で優勝。
2013年 - 『第4回 BAZOOKA!!! 高校生RAP選手権』で現在のT-Pablow名義で2度目の出場をし、2大会目の優勝を飾る。翌年開催の『第5回 BAZOOKA!!! 高校生RAP選手権』にも出場。
2014年3月 - 中学時代に地元・川崎市で結成したクルー、BAD HOPとしてコンピレーション・アルバム「BAD HOP ERA」を発売。この年に双子の弟であるYZERRとのユニット、2WINも結成され、Zeebraが立ち上げたレーベルGRAND MASTERに所属する。
2015年9月 - テレビ朝日『フリースタイルダンジョン』初代モンスターとしてレギュラー出演。
2017年 - ソロデビュー作となるミニ・アルバム『Super Saiyan1 The EP』を特設サイトにてフィジカル・リリース。同年3月31日にiTunesでデジタル・リリースされた。

## 人物
- 地元の神奈川県川崎市川崎区で過ごし、母子家庭で育つ。小学校時代はサッカーをしていた[6]。小学校に入学して間もない頃から先生たちが運動会の出し物でラップをしているような環境で育ったこともあり、ヒップホップはこの頃から知っていたという。10歳の時にZeebraの『The New Beginning』がきっかけでヒップホップを本格的に聴くようになる[7]。
- 中学時代は不良で、グループのリーダーであった。同じ中学校の先輩にはSCARSのメンバーらもいたという。弟のYZERRが少年院に入り、手紙のやりとりをしていたことも楽曲のリリックで述べられている。不良グループで活動していく中で地元のトラブルにも巻き込まれ、精神的に追い込まれたという。その最中にアメリカのオハイオ州に住んでいるおばが声をかけてくれて、1人でニューヨークに渡航。そこでのストリートカルチャーに衝撃を受け、帰国後はリリックを書き始めたという。音楽一本で生きていく覚悟を決め、高校には進学しなかった[7]。
- ラップやフリースタイルを本格的にやり始めたのは14、5歳の頃で、B BOY PARKでのZORN（当時ZONE THE DARKNESS）のMCバトルに影響を受けたと語っている。最初は韻の踏み方もわからない状態でビートもない中ア・カペラで始め、仲間とサイファーやカラオケでフリースタイルを行っていた[8]。
- マイクを初めて握ったのが高校1年の時であり、ラップを初めて3、4ヶ月で開催1回目の『BAZOOKA!!! 高校生RAP選手権』に出場。出場のきっかけは当時先輩にクラブでラップをさせられたイベントのホストMCが『BAZOOKA!!!』のMCとして出演していた真木蔵人で、YZERRと共に目をかけてもらい、その流れで先輩の後押しもあり出演が決まった。この時はテレビには出たくない気持ちが強かったといい、企画自体も詳しく知らされないまま収録に参加したという。実際にMCバトルに出場したこともなかったが、結果優勝した[8]。
- この時はまだK-9という名で優勝を飾った『第1回 BAZOOKA!!! 高校生RAP選手権』開催の翌日早朝、地元のしがらみから抜け出す為に沖縄に旅立ち、全国を放浪。この時にヒップホップからも離れたが、旅をしていく中で再び音楽で勝負をしたいという気持ちが生まれていき、旅の最後には再びニューヨークにも訪れている。ニューヨークから帰国してすぐのタイミングで自分のバックDJをするはずだった友人がバイクで事故死。この事故も重なり本格的にラッパーとしての活動を再開することとなる[7]。友人の事故死のタイミングで地元に戻り高校生RAP選手権の4回目が開催されることを知り、番組スタッフに自ら連絡をし、第1回大会以来の出場を果たした[9]。
- T-Pablowの名の由来はパブロと名の付く人物に大物が多いから[10]。
- 体にはタトゥーを入れている。
- MCバトルを本格的に取り入れたテレビ番組『フリースタイルダンジョン』の初代モンスターに抜擢されるが、放送当初は高校生RAP選手権以外のMCバトルの大会への出場は一切なかった。その後に『罵倒MC BATTLE』や『KING OF KINGS』の西日本予選などにエントリーしている。フリースタイルダンジョン初代モンスターを卒業後はMCバトルのエントリーはほぼなく、BAD HOPとしての音源制作やライブ活動が主となっていた。2022年5月15日、さいたまスーパーアリーナで開催された凱旋MC Battleに参戦。本人にとって約5年ぶりとなるMCバトルへの参戦であったが、優勝を果たした[11]。
- 2019年2月23日に神奈川県の等々力陸上競技場で行われた明治安田生命J1リーグ開幕戦の川崎フロンターレ対FC東京（多摩川クラシコ）の試合で始球式を務めた[12][13]。
- 子供がいる[14]。

## 作品

### ミニ・アルバム
| 枚数 | 発売日        | タイトル             | 順位 | 販売形態 | 規格品番 |
| ---- | ------------- | -------------------- | ---- | -------- | -------- |
| 1    | 2017年3月31日 | Super Saiyan1 The EP | -位  | iTunes   | -        |

### 配信限定シングル
| 発売日        | タイトル                               |
| ------------- | -------------------------------------- |
| 2023年2月25日 | CRESCENT MOON feat. Fuji Taito & SEEDA |

## 参加作品
| 発売日         | アーティスト                | タイトル                                             | 備考 |
| -------------- | --------------------------- | ---------------------------------------------------- | --- |
| 2014年4月11日  | SEEDA, DJ ISSO, DJ KENN     | CONCRETE GREEN THE CHICAGO ALLIANCE                  | M-2「Motivation / 72, 3tani, Weny, T-Pablow」 M-6「Get Em in Drought」 / Fredo Santana, T-Pablow                   |
| 2014年5月21日  | SALU                        | COMEDY                                               | M-13「Studiolife feat. GOKU GREEN,T-PABLOW & AKLO」 ※iTunes配信アルバムのみ収録                                    |
| 2014年7月16日  | Zeebra                      | Summer Collection                                    | M-13「真っ昼間 [New Boys Remix] feat.GOKU GREEN, T-Pablow & Mony Horse」                                           |
| 2015年10月7日  | KOWICHI                     | SheCRET                                              | M-4「No,No,No feat.T-PABLOW」                                                                                      |
| 2015年10月28日 | SEEDA & DJ ISSO             | CONCRETE GREEN 13                                    | M-13「GET EM IN DROUGHT REMIX / Fredo Santana, T-Pablow, YZERR」                                                   |
| 2016年2月16日  | DJ RYOW                     | 216                                                  | M-8「PASS feat. KOWICHI & T-PABLOW(2WIN)」                                                                         |
| 2016年6月22日  | AKLO                        | Outside the Frame                                    | 「McLaren feat. T-Pablow & ZORN」 ※TSUTAYA限定特典CDに収録                                                         |
| 2016年8月13日  | DJ CHARI & DJ TATSUKI       | NEW WAVES THE EP -SUMMER EDITION-                    | M-3「TSUNAMI (feat. T-PABLOW & Tiji Jojo)」                                                                        |
| 2016年8月19日  | EGO                         | LIVE LIFE                                            | M-2「Work (feat. T-PABLOW)」                                                                                       |
| 2016年9月2日   | RENE MARS                   | APPROACH                                             | M-10「300 MY RIDE (LAMBORGHINI) REMIX feat. T-PABLOW」                                                             |
| 2016年10月12日 | KOWICHI                     | The Plain                                            | M-6「Me Too feat.T-PABLOW」                                                                                        |
| 2016年10月26日 | KEN THE 390                 | KEN THE 390 ALL TIME BEST ～ The 10th Anniversary ～ | M-1「Turn Up feat.T-PABLOW,SKY-HI」                                                                                |
| 2016年10月26日 | BABY-T                      | Just The Beginning                                   | M-4「The Penguins (feat. Staxx T & T-PABLOW)」                                                                     |
| 2017年2月15日  | タイプライター&YMG          | LA LA PALOOZA                                        | M-2「Go Way feat. T-PABLOW, 般若 & SUIKEN」                                                                        |
| 2017年6月7日   | Dungeon Monsters            | MONSTER VISION                                       | M-1「MONSTER VISION」                                                                                              |
| 2017年12月13日 | KOWICHI                     | splash                                               | M-2「Day Ones (feat. T-Pablow, DJ TY-KOH)」                                                                        |
| 2018年3月21日  | DJ RYOW                     | NEW X CLASSIC                                        | M-12「WHO ARE U ? 2018 feat.TOKONA-X, 紅桜 & T-PABLOW」                                                            |
| 2018年10月17日 | KOWICHI                     | Value                                                | M-2「Dirty Force One feat. T-Pablow & Tiji Jojo」                                                                  |
| 2018年11月7日  | YMG                         | 1999                                                 | M-3「Born To Be Famous (feat. HIYADAM & T-Pablow)」                                                                |
| 2019年3月13日  | ANARCHY                     | The KING                                             | M-4「Where We From feat.T-Pablow」                                                                                 |
| 2021年6月23日  | STUTS & 松たか子 with 3exes | Presence                                             | M-6「Presence V (feat. T-Pablow)」 M-7「Presence Remix (feat. T-Pablow, Daichi Yamamoto, NENE, BIM, KID FRESINO)」 |
| 2021年7月22日  | DJ CHARI & DJ TATSUKI       | The Best feat. T-Pablow & Yellow Pato                | M-1「The Best feat. T-Pablow & Yellow Pato」                                                                       |
| 2021年8月27日  | KOWICHI                     | Higher (Deluxe)                                      | M-1「Rockstar feat. JP THE WAVY, T-Pablow」                                                                        |
| 2021年9月22日  | JP THE WAVY                 | WAVY TAPE 2（Deluxe）                                | M-5「Real Life (Remix) feat. Yo-Sea & T-Pablow」                                                                   |
| 2022年5月20日  | Leon Fanourakis             | MUSA                                                 | M-8「ROCK SHIT feat. T-Pablow」                                                                                    |
| 2023年3月10日  | Eric.B.Jr                   | KING BORN                                            | M-9「Culture feat. ANARCHY & T-Pablow」                                                                            |
| 2023年4月12日  | MC TYSON                    | THE MESSAGE 5                                        | M-10「Show me true love feat. AI & T-Pablow」                                                                      |

## メディア出演

### テレビ番組
- フリースタイルダンジョン（テレビ朝日、2015年9月30日 - 2017年8月1日） モンスター
- ミュージックステーション（テレビ朝日、2017年6月16日） Dungeon Monstersのメンバーとして出演[32]
- 水曜日のダウンタウン（TBS、2018年11月14日）[33][34]

### テレビドラマ
- 大豆田とわ子と三人の元夫 第5話（カンテレ・フジテレビ系、2021年5月11日）- カメオ出演
  - STUTS & 松たか子 with 3exesによる第5話の主題歌「Presence V（feat. T-Pablow）」にも参加[35]。

### 映画
- WALKING MAN（2019年）[36]
- その男、東京につき（2020年）[37]

### インターネット・テレビ
- BPM 〜BEST PEOPLE's MUSIC〜（AbemaTV、2017年5月6日）
- ラップスタア誕生 2021（AbemaTV、2021年10月16日 - ）審査員[38]

### 配信
- Apple Music「At Home With Artists from Japan: Week 2」（2020年5月8日）[39]

## 出演イベント
- 2017年6月18日・24日 - フリースタイルダンジョン「"MONSTER VISION" RELEASE LIVE」
- 2017年8月25日 - SUMMER BOMB 2017 Organized by Zeebra
- 2017年10月22日 - 昭和レコードTOUR SPECIAL 2017 秋場所
- 2019年4月3日 - BSスカパー!BAZOOKA!!!第15回高校生RAP選手権 in TOKYO
- 2022年7月23日 - Leon Fanourakis MUSA TOUR 2022
- 2023年1月29日 - RUDE NEW YEAR SPECIALS
- 2023年6月23日 - STUTS "90 Degrees" LIVE at 日本武道館